# 宋尚龙
宋尚龙（1953年—），吉林长春人，汉族，中华人民共和国政治人物、第十一届全国人民代表大会吉林地区代表。
毕业于吉林工业大学企业管理专业，是中共党员。担任长春市二道区城建局副局长、长春龙达建筑实业公司总经理、吉林亚泰股份有限公司副董事长，吉林亚泰董事长。2008年起担任全国人大代表。